# Kim Fowley
Kim Vincent Fowley (ur. 21 lipca 1939 w Los Angeles, zm. 15 stycznia 2015 w West Hollywood) – amerykański piosenkarz i producent muzyczny.

## Dyskografia (wybrana)
- 1967 - Love Is Alive and Well
- 1970 - The Day the Earth Stood Still
- 1973 - International Heroes
- 1975 - Animal God of the Streets
- 1979 - Snake Document Masquerade
- 1984 - Frankenstein and the All-Star Monster Band
- 1993 - White Negroes in Deutschland
- 1995 - Bad News From The Underworld
- 1997 - Hidden Agenda at the 13th Note
- 1998 - The Trip of a Lifetime
- 1999 - Sex, Cars and God
- 2003 - Fantasy World
- 2004 - Strange Plantations
- 2004 - Adventures in Dreamland
- 2013 - Wildfire – The Complete Imperial Recordings 1968–69